# Stephan von Dolein
Stephan von Dolein OCart (auch Stephan von Dollein, Stephan Schram[m], Stephan von Dolany; manchmal auch Stephan von Olmütz; tschechisch Štěpán z Dolan, auch Štěpán Šram; lateinisch Stephanus Dolanensis; Stephanus de Dolan; * um 1350; † 27. Juli 1421) gehörte dem Orden der Kartäuser an und war der erste Propst der Kartause „Vallis Josaphat“ in Dolein bei Olmütz. Zudem verfasste er mehrere antihussitische Traktate.

## Leben
Stephan entstammte dem Adelsgeschlecht Schram (Šram, auch Šramové), dessen Vorfahren vermutlich aus dem Schaumburger Land oder Holstein stammten und im Gefolge des Olmützer Bischofs Bruno von Schauenburg nach Mähren kamen. Dietrich von Schram, dessen Enkel Stephan war, besaß Anfang der 1420er Jahre ein Lehen in Lotschnau. Um die Mitte des 14. Jahrhunderts besaß ein Johannes von Schram, der das Amt des Burggrafen von Mejlice bekleidete, das bischöfliche Lehen Mejlice (Melice), das auch als „Šrámov“ bezeichnet wurde sowie weitere Besitzungen im Distrikt Wischau. Ihre Begräbnisstätte hatten die Schram in der Klosterkirche des Benediktinerinnenklosters Pustimir.
Stephans Eltern waren Hendlin Schram und Hedwig N. N. Es ist möglich, dass Stephan mit jenem Stephanus de Moravia identisch ist, der 1372 an der Karlsuniversität den Grad eines Bakkalaureus erwarb. Nach seinen eigenen Angaben verfügte er auch über den Magistergrad. Als solcher wurde er im Notariat der Prager Landtafel beschäftigt und danach in der Kanzlei des Römisch-deutschen Königs Wenzel. Wahrscheinlich unter dem Einfluss des Prager Bischofs Johann von Jenstein trat Stephan Schram dem Kartäuserorden bei und wurde Mönch in der 1342 gegründeten Prager Kartause „Garten der seligen Maria“ (lateinisch Hortus Beatae Mariae, tschechisch Zahrada Panny Marie).
Nachdem die vom Leitomischler Bischof Albrecht von Sternberg 1378 gegründete Kartause Tržek nach dessen Tod 1380 schon bald in wirtschaftliche Nöte geraten war, wurde vom Generalkapitel mit Zustimmung des Markgrafen Jobst eine Verlegung nach Dolein beschlossen. Dieses war zusammen mit drei weiteren Dörfern von Bischof Albrecht der Kartause Tržek gestiftet worden, von der es jedoch zu weit entfernt war. Deshalb wurde angestrebt, die Kartause näher an die Güter zu verlegen, wodurch deren Bewirtschaftung erleichtert und die Verpflegung der Mönche gesichert werden sollte. Bereits 1386 beauftragte das Generalkapitel den Prager Prior Albert, einen Teil der Mönche nach Mähren zu überführen. Da das in Aussicht genommene Dolein mit Umgebung jedoch zum Bistum Olmütz gehörte, musste auch die Zustimmung des Bischofs Peter Jelito eingeholt werden, der sie kurz vor seinem Tod 1387 erteilte.
Zum ersten Prior der Kartause Dolein wurde der bisherige Novize Stephan Schram berufen, der deshalb auch als Stephan von Dolein bezeichnet wird. Da einige der Mönche zunächst noch in Tržek verblieben waren, war Stephan als Prior auch für diese zuständig. Der dortige Prior Johann von Lenbach wurde nach Prag versetzt, wo er am 12. März 1415 verstarb.
In den Jahren von 1387 bis 1408 widmete sich Prior Stephan dem Aufbau der Klosteranlagen und der Klosterkirche. Um eine stabile wirtschaftliche Basis zu schaffen, bemühte er sich um Erweiterung der Besitzungen, auf denen er Mühlen, Teiche und Weinberge anlegen ließ. Als er das seiner Familie gehörende Lehen Želeč (Zeltsch) erbte, verkaufte er es und stiftete den Erlös für den Aufbau der Klosteranlage. Markgraf Jobst, der sich zum Schutz des Klosters verpflichtete, schenkte der Kartause zwei Höfe in Pollein, die zur wüsten Burg Tepenec gehörten, sowie einen Hof in Haňovice (Haniowitz) mit einer wüsten Mühle. Für den Bau der Kirche stiftete Jobst 200 Mark und erlaubte den Erwerb von Loučany (Lautschen).
1401 verfasste Stephan unter dem Titel „Panegyricus in festum annuntiationis Mariae“ einen Lobpreis zum Fest Mariä Verkündigung. Da er gute Beziehungen zur Prager Kartause unterhielt, wurde er vom dortigen Prior Marquart über die hussitische Bewegung und die Unruhen an der Karlsuniversität auf dem Laufenden gehalten. Neben seinen vielfältigen Aufgaben als Prior bekämpfte er die Lehren des John Wyclif und des Reformators Jan Hus. Mit mehreren von ihm verfassten lateinischen Traktaten versuchte er, deren Lehren zu widerlegen. 1408 und 1420 wurde er vom Generalkapitel als Visitator für die Kartausen in Oberdeutschland berufen. Freundschaftliche Beziehungen unterhielt er zur Kartause Královo Pole (Königsfeld) in Brünn. Mit dem Augustinerkloster Landskron vereinbarte er 1396 eine Confraternität.
Mit Stephan von Dolein, der am 27. Juli 1421 verstarb, erlosch nach Aufzeichnungen der Pustimerer Äbtissin die mährische Linie der Schram im Mannesstamm. Die Einnahme der Kartause Dolein 1425 durch die Hussiten und die nachfolgende Zerstörung erlebte er nicht mehr. Auch nicht die nachfolgende Gründung der Kartause Olmütz, so dass die gelegentlich verwendete Namensvariante Stephan von Olmütz nicht zutreffend ist.

## Werke
- Panegyricus in festum annuntiationis Mariae (1401)
- Medulla tritici seu Antiwiklefus (1408)
- Apologia pro sacris religionibus monasticis adversus Wickleffum aliosque
- Antihus (1412)
- Epistola invectiva Matris Ecclesiae in contendentes de papatu
- Dialogus volatilis inter aucam et passerem adversus Hussum (1414)
- Liber epistolaris ad Hussitas (1417)